# Start Lublin
Miejski Klub Sportowy „Start” Lublin – polski wielosekcyjny klub sportowy z siedzibą w Lublinie, istniejący od 1953. Tytularnym sponsorem klubu jest Wikana S.A.
Start słynie głównie z sukcesów sekcji koszykarskiej, która istnieje od założenia klubu. Obecnie Start posiada także sekcję lekkoatletyczną, w biegu na orientację, szachową oraz sekcję niepełnosprawnych.

## Historia nazwy
- Start Jadar (1992-93)
- Start Instal (1993-96)
- Start Faelbud (1996-98)
- Gala Start (1998-99)
- AICE Start (2000-01)
- Start Lublin (2002-2005)
- Start AZS Lublin (2005-2008)
- Start Lublin (2008-2009)
- Olimp Start Lublin (2009-2011)
- Start Lublin (2011-2012)
- Wikana Start S.A. Lublin (od 2012)

## Sekcja szachowa
Niegdyś sekcja szachowa Startu należała do najlepszych w kraju, przez wiele lat grała w I Lidze Szachowej (obecna Ekstraliga), kilkakrotnie ją wygrywając, natomiast zawodnicy Startu zdobywali międzynarodowe trofea. Obecnie sekcja szachowa stoi na dobrym wysokim poziomie w szachach dziecięcych i juniorskich. Klub nie uczestniczy w rozgrywkach seniorów. Start występuje jedynie w juniorskich turniejach, mimo to każdy może należeć do tej drużyny, bez względu na wiek. W 2007 klub grał w Szachowej II Lidze Juniorów. Obecnym trenerem jest mistrz FIDE Zbigniew Pyda (absolwent AWF Warszawa).

### Osiągnięcia sekcji
Mistrzostwa Polski:
- I miejsce: 1966, 1971

W 1971 w składzie: Bożena Pytel (8p/11), Zdzisław Wojcieszyn (7p/10), Krzysztof Pytel (6p/11), Zbigniew Jamroz (6,5p/11), Tadeusz Lipski (8p/11), Sławomir Wach (7p/11), Krzysztof Zakrzewski (4p/11), junior-Henryk Dobosz (5p/7), junior-Jerzy Kraśkiewicz (2,5p/4)
- II miejsce: 1970, 1974, 1982
- III miejsce: 1967, 1972, 1973

Puchar Ziemi Augustowskiej
- III miejsce: 1967

III Liga Juniorów
- II miejsce: 2007